# Le Bersac
Le Bersac – miejscowość i gmina we Francji, w regionie Prowansja-Alpy-Lazurowe Wybrzeże, w departamencie Alpy Wysokie.

## Demografia
Według danych na rok 1990 gminę zamieszkiwało 97 osób, a gęstość zaludnienia wynosiła 12 osób/km². W styczniu 2015 r. Le Bersac zamieszkiwało 155 osób, przy gęstości zaludnienia wynoszącej 19,3 osób/km².